# Christoph Gudermann
Christoph Gudermann   (Vienenburg, 25 de març de 1798 - Münster, 25 de setembre de 1852) fou un matemàtic alemany que treballà en funcions especials i fou professor de Weierstrass.
Gudermann va néixer a Vienenburg (un llogaret de la vila de Goslar), fill d'un mestre. Va ser escolaritzat a Hildesheim i el 1820 va anar a la Universitat de Göttingen, pensant en estudiar per a capellà, però es va interessar per les matemàtiques, de manera que, en graduar-se, va guanyar una plaça de professor de matemàtiques de secundària a Cleveris l'any 1823. Posteriorment es va traslladar a l'acadèmia de Münster, el 1832.
Gudermann va ser professor de Weierstrass, que va assistir al curs de Gudermann sobre funcions el·líptiques el 1839–1840. Aquest curs va influir notablement en la recerca que desenvoluparia Weierstrass.
La primera menció del concepte de convergència uniforme apareix, de manera informal, en un article de Gudermann sobre funcions el·líptiques l'any 1838. Va ser Weierstrass qui posteriorment va elaborar i aplicar el concepte.
Els treballs de Gudermann sobre geometria esfèrica i funcions especials tractaven sobre temes específics, de manera que es van convertir en casos especials de les teories generals elaborades posteriorment. La funció gudermanniana porta el seu nom.